# Dotarizin
Dotarizin je lek koji se koristi za tretman migrene. On deluje kao blokator kalcijumovog kanala, antagonist 5HT2A receptora, i u manjoj meri  i  receptora. On ima antimigrenski efekat jer deluje kao vazodilatator, i zato što ima izvesno anksiolitičko dejstvo. Dotarizin blokira amneziju proizvedenu elektrokonvulzivnim šokom kod životinja.